# Чочени (Прахова)
Чочени (рум. Cioceni) насеље је у Румунији у округу Прахова у општини Албешти-Палеологу. Oпштина се налази на надморској висини од 99 m.

## Становништво
Према подацима из 2002. године у насељу је живело 842 становника, од којих су сви румунске националности.